# Villino Cattoretti
Le villino Cattoretti, connue aussi comme la Cà-Torretta, est une ancienne villa éclectique d'inspiration néo-romane lombarde située dans la commune de Casorate Sempione en Lombardie.

## Histoire
Le villino (« petite villa » en italien) fut construit vers l'année 1900 selon le projet de l'architecte Cecilio Arpesani pour Piero Cattoretti, un industriel local actif dans le secteur textile.

## Description
La villa s'élève au dessus d'une hauteur au milieu d'un bois près du village de Casorate Sempione. Elle se présente comme un bâtiment massif de style éclectique marqué par l'austérité et la sobriété typiques de l'art roman lombard.